# First Choice Airways

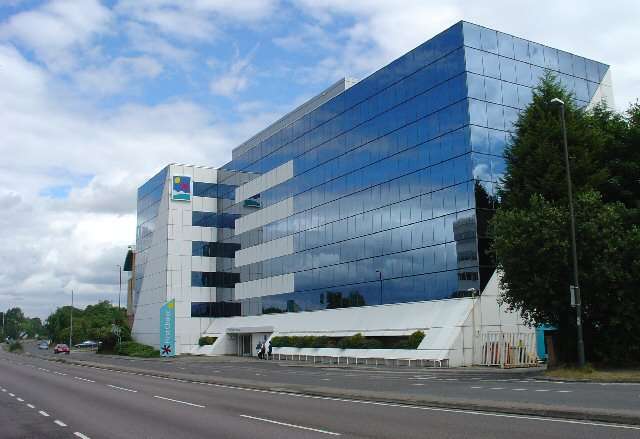
Штаб-квартира First Choice в Кроллі

First Choice Airways (по-українськи вимовляється фест чейс ервейс) — колишня британська чартерна авіакомпанія європейського туроператора TUI Travel, яка базувалася в Кроллі, Англія до її злиття з Thomsonfly з метою заснувати Thomson Airways. У 2008 році літала в понад 60 пунктів призначення по всьому світу 14 аеропортів Великої Британії та Ірландії. 70 відсотків рейсів авіакомпанії використовувалися для забезпечення польотів материнської компанії (TUI Travel), в літній сезон цей показник досягав 85 відсотків, рейси що залишилися розподілялися між 120 іншими туроператорами. Крім того, First Choice Airways забезпечувала цілорічні регулярні рейси на Кіпр, курорти Іспанії та Португалії.
Основними хабами авіакомпанії були Бірмінгем, Манчестер і Гатвік, з портом приписки в Гатвіку. Послуги по забезпеченню далекомагістральних рейсів продавалися тільки внутрішніми компаніями, такими як First Choice Holidays, Eclipse Direct, Sunsail, Sovereign, Hayes, Unijet. Крім того, авіакомпанія забезпечувала зимові польоти підвищеного класу (luxury) по всьому світу для компанії TCS Expeditions.
Компанія володіла операційної ліцензією типу A управління цивільної авіації Великої Британії, що дозволяло перевозити пасажирів на літаках мають 20 або більше місць.

## Історія
Авіакомпанія почала свою діяльність 11 квітня 1987 року, виконуючи рейси за маршрутом Манчестер — Малага під назвою Air 2000 (ICAO: AMM) двома літаками Boeing 757. Через рік її флот збільшився в два рази, при цьому один з літаків базувався в міжнародному аеропорту Глазго. У тому ж році авіакомпанія створила дочірню компанію в Канаді, під назвою Air 2000 Airline Ltd. Ця дочірня компанія проіснувала всього кілька днів, потім уряд Канади призупинив ліцензію. Друга спроба, Canada 3000, виявилася більш успішною.
У 1988/89 були введені далекомагістральні рейси до аеропорту Момбаса в Кенії, які виконувалися протягом усього сезону. У 1989 році 757-і були переобладнані для польотів в США, що почалися в тому ж році. У 1992 році авіакомпанія отримала ліцензію на регулярні польоти від управління цивільної авіації Великої Британії, які почалися в 1993 році, спочатку між Гатвіком і Пафосом, Кіпр.
Завдяки розширенню, у авіакомпанії з'явилися нові бази у Великій Британії, першим закордонним хабом авіакомпанії, у 1996 році, став Дублін. У 1998 році була куплена і повністю інтегрована авіакомпанія Leisure International Airways. Купівля включала в себе весь парк повітряних суден Leisure International Airways, включаючи замовлені чотири літака Airbus A330-200, проте після операції замовлення скасовано на користь літаків Boeing 767-300. Air 2000 отримала нову колірну схему, яка використовувалася до 2004 року, коли в березні 2004 року, в результаті ребрендингу, був вилучений логотип Air 2000 і доданий логотип First Choice Airways.
У 2002 році авіакомпанія перевезла 6.5 млн пасажирів. У 2005 році цей показник знизився до 6 млн, що не завадило зайняти п'яте місце за кількістю перевезених пасажирів, серед авіакомпаній Великої Британії. У 2004 році було оголошено про плани переобладнати ще шість літаків Boeing 767-300, з метою розширити мережу далекомагістральних польотів. Авіакомпанія стала першою у Великій Британії, яка стала використовувати стиль інтер'єру Boeing 777 на своїх літаках Boeing 767. До 2007 року, авіакомпанія мала у своєму розпорядженні шість літаків, придатних для далекомагістральних польотів, у двох класах компонування, 63 місця в салоні бізнес-класу і 195 в економі. Всі місця були обладнані системою розваг Panasonic (вбудованої в спинки попередніх сидінь) і системою освітлення Star Class Premier.
23 квітня 2007 року авіакомпанія First Choice Airways підтвердила, що через злиття з Thomsonfly вона закриває свої бази в Лондонському аеропорту Лутон і Кардіффі з 1 листопада, оскільки Thomsonfly також працює з цих баз, однак, об'єднана авіакомпанія як і раніше буде працювати з цими базами.

### Злиття з Thomsonfly
У березні 2008 року материнська група TUI AG, злившись з First Choice Holidays PLC, утворила нову компанію TUI Travel. В результаті, Thomsonfly і First Choice Airways також були об'єднані в авіакомпанію Thomson Airways.
Thomsonfly Limited змінив свою назву Thomson Airways Limited в листопаді 2008 року, а операційний сертифікат Thomsonfly був змінений на Thomson Airways, який набув чинності з 1 листопада 2008 року. В цей день Thomsonfly і First Choice Airways почали працювати під брендом Thomson Airways, флотом якого склав 75 літаків.

## Корпоративні відносини
Штаб-квартира First Choice House була розташована у місті Кроулі, Західний Сассекс. До злиття в цьому офісі працювало близько 450 співробітників. Після злиття з Thomsonfly, TUI звільнило більшість з них. Решта 70-80 осіб були переведені в колишній офіс Air 2000 в аеропорту Гатвік.

## Флот
Станом на 2008 рік, флот First Choice Airways складався з таких літаків:
| Флот авіакомпанії First Choice Airways | Флот авіакомпанії First Choice Airways | Флот авіакомпанії First Choice Airways | Флот авіакомпанії First Choice Airways |
| Тип                                    | Кількість                              | Кількість місць                        | Зображення                             |
| -------------------------------------- | -------------------------------------- | -------------------------------------- | -------------------------------------- |
| Airbus A320-200                        | 5                                      | 180                                    |                                        |
| Airbus A321-200                        | 3                                      | 218                                    |                                        |
| Boeing 757-200                         | 14                                     | 233                                    |                                        |
| Boeing 767-300ER                       | 6                                      | 258                                    |                                        |

### Замовлені літаки
Авіакомпанія First Choice Airways була першою авіакомпанією у Великій Британії, яка розмістила тверде замовлення на шість літаків Boeing 787 Dreamliner в лютому 2005 року, з опціоном на ще шість. У грудні 2006 року авіакомпанія оголосила про купівлю ще двох Boeing 787 Dreamliner, в загальній складності замовивши вісім літаків. У березні 2007 року First Choice Airways оголосила про те, що замовила чотири, що залишилися в опціоні літака, в результаті чого в загальній складності було замовлено 12 Boeing 787 Dreamliner.
Введення в експлуатацію цих літаків планувалося на 2009 рік, однак через затримку в програмі Boeing 787, First Choice Airways не змогли б ввести даний тип літака в експлуатацію до літа 2010 року. Після поставки замовлених Boeing 787-8 ними планувалося замінити 767-300 на далекомагістральних маршрутах. 6 з цих літаків повинні були базуватися в аеропорту Манчестера, а друга половина в лондонському Гатвіку.
Після злиття з Thomsonfly, новостворена компанія, Thomson Airways, успадкувала замовлення і була першою авіакомпанією у Великій Британії яка отримала Boeing 787 Dreamliner. Перший політ на літаку даного типу відбувся в червні 2013 року.